# Manuel Franco da Costa de Oliveira Falcão
Manuel Franco da Costa de Oliveira Falcão (Lisboa, 10 de noviembre de 1922 - Beja, 21 de febrero de 2012) fue un prelado portugués de la Iglesia católica.

## Vida
Nació en Lisboa, fue ordenado sacerdote el 29 de junio de 1951. Falcão fue nombrado arzobispo auxiliar de la Arquidiócesis de Lisboa el 6 de diciembre de 1966 así como obispo titular de Thelepte y ordenado obispo el 22 de enero de 1967. Falcão fue nombrado obispo de la Diócesis de Beja el 8 de septiembre de 1980 y mantendría su cargo hasta su jubilación el 25 de enero de 1999.